# Руженцев В'ячеслав Володимирович
В'ячеслав Володимирович Руженцев (нар. 6 листопада 1980, Київ, УРСР) — український футболіст та тренер, виступав на позиції захисника.

## Кар'єра гравця
Народився в Києві. Вихованець столичної «Оболоні», у футболці якого й розпочав дорослу футбольну кар'єру. У першій половині сезону 1998/99 років тренувався з першою командою «Оболоні», але грав за другу команду «пивоварів» в аматорському чемпіонаті України (7 матчів). Під час зимової перерви сезону 1998/99 років перебрався в «Дніпро». Проте заграти в першій команді не вдалося. У футболці другої команди «дніпрян» відзначився 12 квітня 1999 року в переможному (2:1) виїзному поєдинку 16-го туру групи В Другої ліги України проти куп'янського «Оскола». В'ячеслав вийшов на поле в стартовому складі та відіграв увесь матч. Першим голом у професіональній кар'єрі відзначився 31 серпня 2001 року на 55-ій хвилині програного (1:5) виїзного поєдинку 7-го туру Першої ліги України проти київського «Динамо-2». Руженцев вийшов на поле на 46-ій хвилині, замінивши Віталія Бєлікова. З 1999 по 2001 рік зіграв 16 матчів (1 гол) у чемпіонатах України за «Дніпро-2», ще 14 матчів у Другій лізі та 1 поєдинок у кубку України провів у складі «Дніпра-3». У 2001 році провів 3 матчі та відзначився 1 голом у чемпіонаті Київської області за вишгородський «Діназ».
У липні 2001 року перейшов до «Нафкома». У футболці броварського клубу дебютував 22 липня 2001 року в переможному (1:0) виїзному поєдинку 1-го туру групи Б Другої ліги України проти бородянської «Системи-Борекс». В'ячеслав вийшов на поле в стартовому складі та відіграв увесь матч, на 13-ій хвилині відзначився забитим м'ячем, а на 54-ій хвилині отримав жовту картку. У команді провів п'ять з половиною сезонів, за цей час у чемпіонатах України зіграв 139 матчів (4 голи), ще 8 поєдинків провів у кубку України. У квітні 2004 року відправився в оренду до «Росі». У футболці білоцерківського клубу дебютував 7 квітня 2004 року в нічийному (1:1) виїзному поєдинку 18-го туру групи Б Другої ліги України проти южноукраїнської «Олімпії ФК АЕС». Руженцев вийшов на поле в стартовому складі, а на 90-ій хвилині його замінив Євген Богдан. Проте в квітні того ж року повернувся до «Росі». По завершенні сезону 2006/07 років завершив кар'єру професіонального футболіста.
Потім виступав на аматорському рівні виступав за КНТЕУ (Київ), «Бучу» та «Десна» (Погреби). У складі бучанської команди 2011 року став володарем Кубка України серед аматорів, а у складі колективу з Погребів 2017 року виграв Кубок Київської області.

## Кар'єра тренера
По завершенні кар'єри професіонального гравця розпочав тренерську діяльність. Працював головним тренером та тренером в юнацькій збірній України (2009—2010, 2018—2021), Оболонь (Київ) (2011—2012), Металург (Запоріжжя) (2013), Гандзасар (Капан) (2014), «Окжетпес» (2016), «Лівий берег» (з 2021 року).
У 2019 році, працюючи тренером з фізичної підготовки та реабілітації в штабі головного тренера збірної України до 20 років Олександра Петракова, став переможцем молодіжного чемпіонату світу. За перемогу в турнірі отримав звання Заслуженого працівника фізичної культури і спорту України.
29 серпня 2021 року призначений тренером з фізичної підготовки національної збірної України. В кінці 2022 року разом із усім тренерським штабом покинув посаду. Згодом у 2023—2024 роках працював разом з Петраковим у збірній Вірменії.

## Досягнення
- Володар Кубка України серед аматорів: 2011
- Володар Кубка Київської області: 2017